# Fred (dibujante)
Fred fue el nombre artístico de Frédéric Othon Théodore Aristidès (París el 5 de marzo de 1931 - París el 2 de abril de 2013), guionista y dibujante de cómics francés de origen griego. Además de la historieta, Fred cultivó otros campos de la creación, como la ilustración y los guiones de cortometrajes para televisión.

## Biografía
Desde los veinte años colaboró con dibujos humorísticos para diversas publicaciones, tanto francesas como extranjeras (entre ellas Ici Paris, France Dimanche y The New Yorker). Su primer trabajo como historietista apareció en la revista Zéro en 1954. Para la revista Hara-Kiri, de la que fue director artístico desde su aparición en 1960, realizó, entre otras, la serie Petit Cirque (posteriormente recopilada en álbumes por la editorial Dargaud). En 1965, Fred se unió al equipo de la revista Pilote, para la cual creó su serie más celebrada, Philémon, considerada una de las más poéticas y originales de la historieta francesa.
Fred escribió también guiones para otros dibujantes, como Jean-Claude Mezières, Georges Pichard y, sobre todo Alexis, con el que creó la serie Timoléon a partir de 1969 en Pilote. Otras series en las que ha trabajado son Cythére, l'apprentie sorcière (1979), Magic Palace Hotel (1982), La Magique Lanterne magique (1983) y L'Histoire du corbac aux baskets (1993).